# Pro Wrestling Guerrilla
Pro Wrestling Guerrilla (PWG) es una promoción de lucha libre profesional estadounidense que es manejada por luchadores profesionales, habiendo sido creada por Disco Machine, Excalibur, Joey Ryan, Scott Lost, Super Dragon y Top Gun Talwar. Desde entonces, Disco, Talwar y Lost se han retirado y dejado la compañía. Desde 2007, Excalibur ha operado en la empresa como comentarista principal con una rotación de luchadores comentando junto a él.
La promoción debutó el 26 de julio de 2003 y es conocida por especial combinación de humor y lucha libre profesional, por lo que muchas de sus más importantes notas de prensa y eventos tienen títulos como "Kee_ The _ee Out Of Our _ool!", "Taste the Radness", "Free Admission (Just Kidding)", "Straight to DVD" y "From Parts Well Known".
En general, el DVD más vendido de la compañía ha sido PWG Sells Out, que fue su primera publicación nacional.

## Actuales campeones
Actualizado a la fecha del 28 de julio de 2025.
| Campeonato:                     | Campeón(es):               | Campeón(es) Anterior(es):                    | Fecha:                   | Días: | Evento:             | Lugar:                  | Ref: |
| ------------------------------- | -------------------------- | -------------------------------------------- | ------------------------ | ----- | ------------------- | ----------------------- | ---- |
| PWG World Championship          | Daniel Garcia              | Bandido                                      | 1 de mayo de 2022        | 1184+ | Delivering The Gods | Los Ángeles, California |      |
| PWG World Tag Team Championship | Malakai Black y Brody King | The Rascalz (Dezmond Xavier y Zachary Wentz) | 26 de septiembre de 2021 | 1401+ | Threemendous VI     | Los Ángeles, California |      |

## Torneos
La siguiente es una lista de los torneos realizados por Pro Wrestling Guerrilla, con sus respectivos ganadores.

### Torneos de una sola edición
| Torneo                    | Ganador(es)      | Fecha(s)                                  | Lugar(es)                                           | Notas                                                                      |
| ------------------------- | ---------------- | ----------------------------------------- | --------------------------------------------------- | -------------------------------------------------------------------------- |
| Badass Mother 3000        | Frankie Kazarian | 29 de agosto de 2003 30 de agosto de 2003 | Eagle Rock, California City of Industry, California |                                                                            |
| Tango & Cash Invitational | Homicide & B-Boy | 24 de enero de 2004 25 de enero de 2004   | Santa Ana, California                               | El torneo fue realizado para coronar a los primeros PWG Tag Team Champions |
| ¡Dia de los Dangerous!    | Human Tornado    | 24 de febrero de 2008                     | Reseda, California                                  | El torneo fue por el vacante PWG World Championship                        |

## Battle of Los Angeles
| Torneo                     | Ganador(es)    | Fecha(s)                                                                   | Lugar(es)               | Notas |
| -------------------------- | -------------- | -------------------------------------------------------------------------- | ----------------------- | --- |
| Battle of Los Angeles 2005 | Chris Bosh     | 3 de septiembre de 2005 4 de septiembre de 2005                            | Los Ángeles, California | |
| Battle of Los Angeles 2006 | Davey Richards | 1 de septiembre de 2006 2 de septiembre de 2006 3 de septiembre de 2006    | Reseda, California      | |
| Battle of Los Angeles 2008 | Low Ki         | 1 de noviembre de 2008 2 de noviembre de 2008                              | Burbank, California     | |
| Battle of Los Angeles 2007 | CIMA           | 31 de agosto de 2007 1 de septiembre de 2007 2 de septiembre de 2007       | Burbank, California     | |
| Battle of Los Angeles 2009 | Kenny Omega    | 20 de noviembre de 2009 22 de noviembre de 2009                            | Reseda, California      | Kenny Omega ganó el PWG World Championship, al estar vacante ya que Bryan Danielson abandonaba la empresa para irse a WWE |
| Battle of Los Angeles 2010 | Joey Ryan      | 4 de septiembre de 2010 2 de septiembre de 2006 5 de septiembre de 2010    | Reseda, California      | |
| Battle of Los Angeles 2011 | El Genérico    | 20 de agosto de 2011                                                       | Reseda, California      | |
| Battle of Los Angeles 2012 | Adam Cole      | 1 de septiembre de 2012 2 de septiembre de 2012                            | Reseda, California      | |
| Battle of Los Angeles 2013 | Kyle O'Reilly  | 30 de agosto de 2013 31 de agosto de 2013                                  | Reseda, California      | |
| Battle of Los Angeles 2014 | Ricochet       | 29 de agosto de 2014 31 de agosto de 2014                                  | Reseda, California      | |
| Battle of Los Angeles 2015 | Zack Sabre Jr. | 28 de agosto de 2015 30 de agosto de 2015                                  | Reseda, California      | |
| Battle of Los Angeles 2016 | Marty Scurll   | 2 de septiembre de 2016 3 de septiembre de 2016 4 de septiembre de 2016    | Reseda, California      | |
| Battle of Los Angeles 2017 | Ricochet       | 1 de septiembre de 2017 2 de septiembre de 2017 3 de septiembre de 2017    | Reseda, California      | Primer luchador en ganar dos veces el torneo.                                                                             |
| Battle of Los Angeles 2018 | Jeff Cobb      | 14 de septiembre de 2018 15 de septiembre de 2018 16 de septiembre de 2018 | Los Ángeles, California | |
| Battle of Los Angeles 2019 | Bandido        | 19 de septiembre de 2019 20 de septiembre de 2019 22 de septiembre de 2019 | Los Ángeles, California | |
| Battle of Los Angeles 2022 | Daniel Garcia  | 29 de enero de 2022 30 de enero de 2022                                    | Los Ángeles, California | |
| Battle of Los Angeles 2023 | Mike Bailey    | 7 de enero de 2023 8 de enero de 2023                                      | Los Ángeles, California | |

### Dynamite Duumvirate Tag Team Title Tournament
| Torneo                                             | Ganador(es)                                    | Fecha(s)                              | Lugar(es)           | Notas |
| -------------------------------------------------- | ---------------------------------------------- | ------------------------------------- | ------------------- | --- |
| Dynamite Duumvirate Tag Team Title Tournament 2007 | Roderick Strong & PAC                          | 19 de mayo de 2007 20 de mayo de 2007 | Burbank, California | El torneo fue por el vacante PWG World Tag Team Championship |
| Dynamite Duumvirate Tag Team Title Tournament 2008 | Roderick Strong & Jack Evans                   | 17 de mayo de 2008 18 de mayo de 2008 | Burbank, California | Strong & Evans ganaron el PWG World Tag Team Championsihp, cuando sus oponentes en las finales Kevin Steen y El Genérico ofrecieron ponerlos en juego durante todo el torneo. |
| Dynamite Duumvirate Tag Team Title Tournament 2009 | The Young Bucks                                | 21 de mayo de 2009 22 de mayo de 2009 | Reseda, California  | Los Young Bucks defiendieron el PWG World Tag Team Championship al ponerlos en juego durante todo el torneo                                                                   |
| Dynamite Duumvirate Tag Team Title Tournament2010  | ¡Peligro Abejas! (El Genérico y Paul London)   | 9 de mayo de 2010                     | Reseda, California  | Los Young Bucks defiendieron el PWG World Tag Team Championship al ponerlos en juego durante todo el torneo                                                                   |
| Dynamite Duumvirate Tag Team Title Tournament 2011 | The Young Bucks                                | 4 de marzo de 2011                    | Reseda, California  | ¡Peligro Abejas! (El Genérico y Paul London) no entraron en el torneo, se decidió el contendiente número uno.                                                                 |
| Dynamite Duumvirate Tag Team Title Tournament 2012 | Super Smash Brothers (Player Uno & Player Dos) | 21 de abril de 2012                   | Reseda, California  | Appetite for Destruction (Kevin Steen and Super Dragon) no entraron en el torneo, se decidió el contendiente número uno.                                                      |

## Personal de PWG

### Plantel de luchadores y otros

#### Luchadores

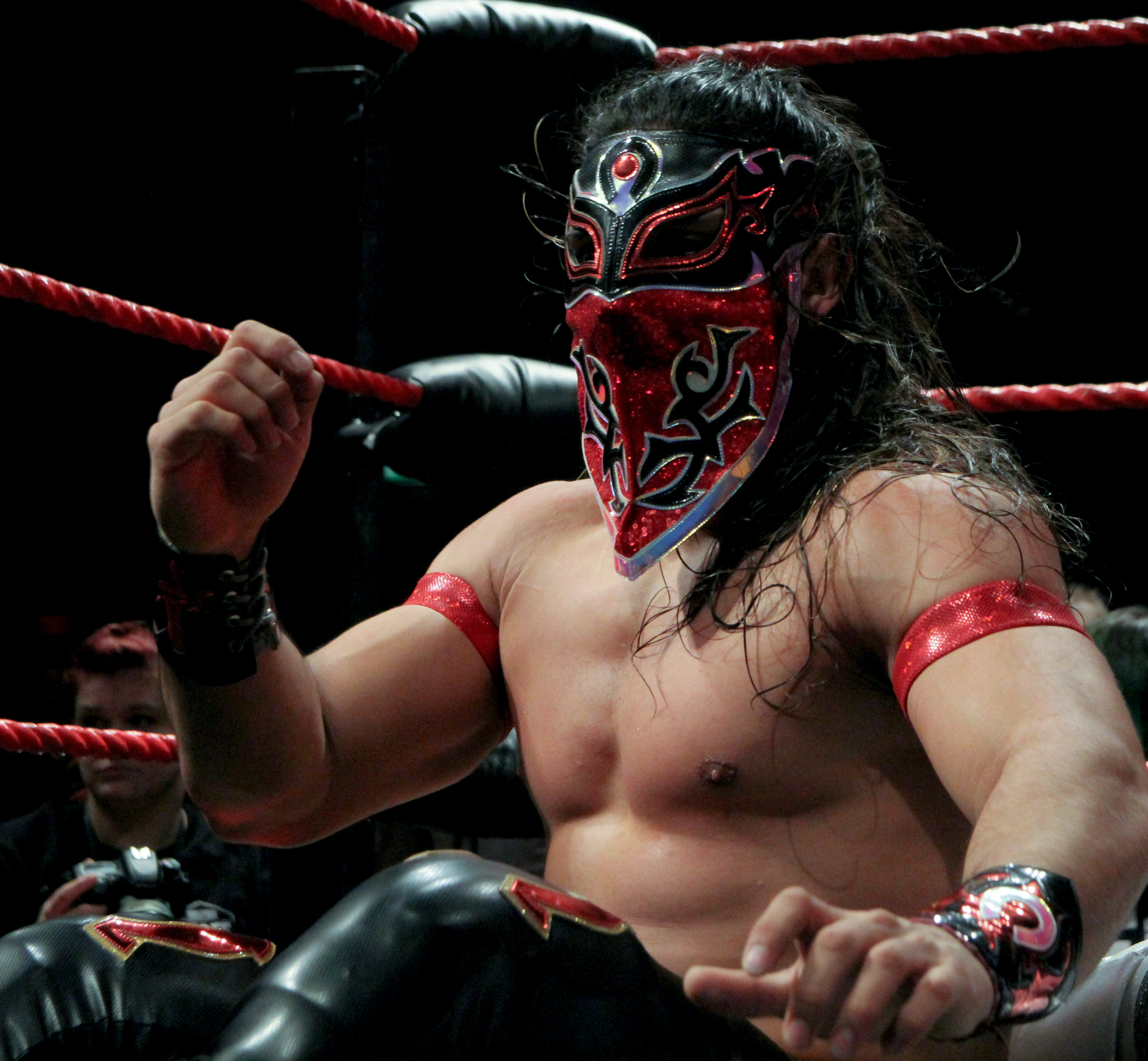
Bandido

| Nombre           | Nombre Real      | Notas                              |
| ---------------- | ---------------- | ---------------------------------- |
| Aramis           | Desconocido      | [ 2 ]                              |
| Artemis Spencer  | Desconocido      | [ 2 ]                              |
| Bandido          | Desconocido      | Campeón Mundial de PWG.            |
| Black Taurus     | Desconocido      | [ 2 ]                              |
| Brody King       | Nate Blauvelt    | Campeón Mundial en Parejas de PWG. |
| Caveman Ugg      | Desconocido      | [ 2 ]                              |
| Daisuke Sekimoto | Daisuke Sekimoto | [ 2 ]                              |
| Darby Allin      | Samuel Ratsch    | [ 2 ]                              |
| Dragon Lee       | Desconocido      | [ 2 ]                              |
| Jeff Cobb        | Jeffery Cobb     |                                    |
| Joey Janela      | Joseph Janela    | [ 2 ]                              |
| Jonathan Gresham | Desconocido      | [ 2 ]                              |
| Jungle Boy       | Jack Perry       | [ 2 ]                              |
| Kyle Fletcher    | Desconocido      | [ 2 ]                              |
| Laredo Kid       | Desconocido      | [ 2 ]                              |
| Lucky Kid        | Desconocido      | [ 2 ]                              |
| Malakai Black    | Tom Büdgen       | Campeón Mundial en Parejas de PWG. |
| Mark Davis       | Desconocido      | [ 2 ]                              |
| Mike Moretti     | Desconocido      | [ 2 ]                              |
| Orange Cassidy   | James Cipperly   | [ 2 ]                              |
| Penta El 0M      | Desconocido      | [ 2 ]                              |
| Puma King        | Desconocido      | [ 2 ]                              |
| Rey Fénix        | Desconocido      | [ 2 ]                              |
| Rey Horus        | Desconocido      | [ 2 ]                              |
| Tony Deppen      | Anthony Deppen   | [ 2 ]                              |